# Buddhizmus Kelet-Ázsiában

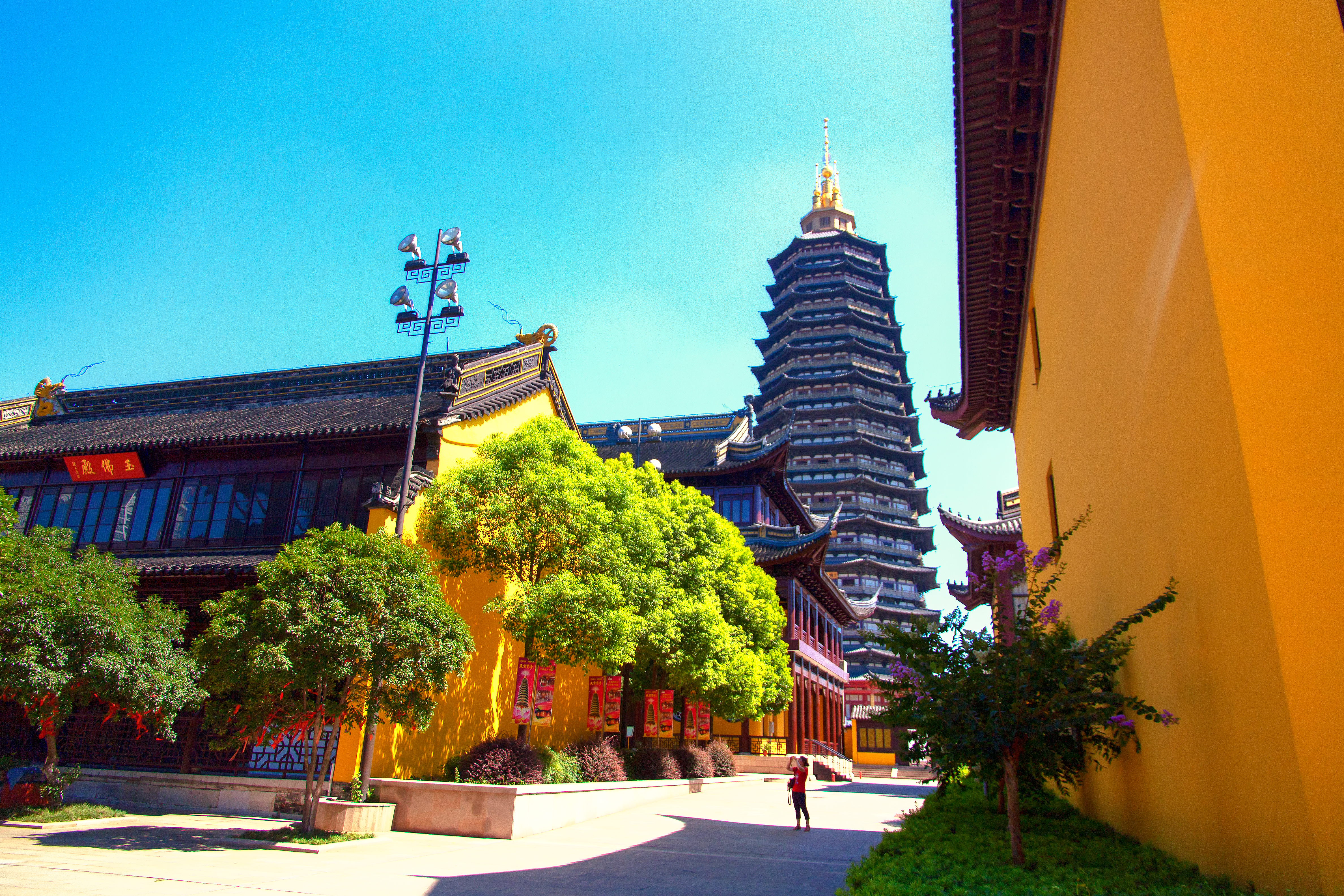
A Csiangszu tartományban lévő Tianning templom pavilonjai és a területén található pagoda, amely a világon a legmagasabb.

A kelet-ázsiai buddhizmus a kelet-ázsiai régióban kifejlődött mahájána buddhista iskolák gyűjtőfogalma, amelyek a kínai buddhista kánonhoz tartoznak: kínai buddhizmus, koreai buddhizmus, japán buddhizmus és vietnámi buddhizmus. Ezeken a területeken él a Föld buddhista lakosságának a fele.
A kelet-ázsiai buddhizmus legfőbb "iskolái" a Tiszta Föld buddhizmus, a tientaj, a hua-jen és a csan buddhizmus (zen). Ezeket az alapján különböztetik meg, hogy melyik szútrát tekintik a legfontosabbnak - például a tibeti buddhizmussal ellentétben, ahol a hangsúly a szövegmagyarázó irodalmakon van. A vadzsrajána buddhizmusnak is létezik egy kelet-ázsiai formája, például a japán singon szekta.
A kelet-ázsiai szerzetesi közösség (szangha) tagjai általánosságban a Dharmaguptaka-vinaját követik. A legfontosabb kivételt Japán képezi, ahol a bhikkhuk és bhikkhunik császári engedélyt kaptak a házasságkötéshez a Meidzsi-restauráció idején és azóta nem követik a hagyományos buddhista szerzetesi szabályokat.

## Története

### Kína

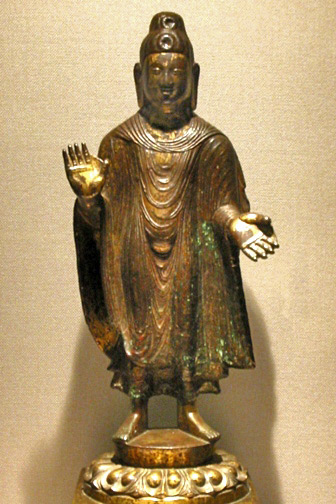
Maitréja Buddha, Észak-Vej, 443.

Annak ellenére, hogy él néhány hagyomány egy pap látogatásáról, amely Asóka idején történt, Kínába inkább csak az 1. század körül érkezett meg a buddhizmus Közép-Ázsia felől. A 8. századra a terület rendkívül aktív buddhista központtá vált.
Hivatalosan 67-ben jelent meg a buddhizmus Moton és Csufarlan papok megjelenésével. Az uralkodó támogatása mellett megalapították a legelső buddhista templomot, a Fehér Ló-templomot (白馬寺), amely ma is létezik Lojang közelében. A 2. század végére virágzó közösség alakult ki Pengcsengben (ma Csucsou, Csiangszu).
Az első mahájána szövegeket egy Lókakséma nevű pap fordította kínaira 178 és 189 között. A legkorábbi buddhista tárgyi emlékek „pénz fákat” ábrázoló kis szobrok kb. 200-ból. A szobrok jellegzetes gandahári rajzstílussal készültek.
A Tang-dinasztia legelején virágzott a buddhizmus (618–907). A dinasztiát kezdetben erős fokú nyitottság jellemezte a külföldi behatások felé. Az indiai kultúrával is feléledtek a kapcsolatok amikor kínai papok rendszeresen utaztak Indiába a 4-10. századig. A Tang főváros Csangan (ma Hszian) jelentős buddhista központtá vált. Innen terjedt tovább a buddhizmus Koreába, és a kentosi japán küldöttek közreműködtek abban, hogy eljusson végül egészen Japánba is.
Azonban a dinasztia vége felé már negatív megítélése lett a külföldi behatásoknak. 845-ben a Tang császár (Vu Cung) teljesen elhatárolódott minden „idegen” vallástól, mint például a keresztény nesztorianizmus, a zoroasztrizmus, és a buddhizmus, azért, hogy támogassa a helyi taoizmust. Az egész birodalomban elkobozta a buddhisták vagyonát, elpusztította a kolostorokat és a templomokat és kivégezte a buddhista papokat. Ezzel egy időre véget ért a buddhista kultúra uralkodása.
Azonban, mintegy száz évvel a nagy buddhista-ellenes üldözés után a Szung-dinasztia uralkodása alatt (1127–1279) újra feléledt a buddhizmus.
Azonban a Tiszta Föld és a Chan buddhizmus továbbra is erős maradt még századokon át. Az utóbbiból alakult ki később a japán Zen. A Chan főleg a Szong-dinasztia (1127–1279) alatt élte virágzását, amikor a kolostoraik fontos kulturális és tanuló központként működtek.
Ma Kínában található a buddhista művészetek egyik leggazdagabb világöröksége. UNESCO világörökségnek számítanak a Mokao-barlangok Tunhuang közelében, Kanszu tartományban, a Lungmen-barlangok Lojang mellett Honan tartományban, a Jünkang-barlangok Tatung mellett Sanhszi tartományban, valamint a Tacu-barlang Csungking közelében. A Tang-dinasztia idején, a 8. században, egy hegy oldalából kivájt Leshani óriás Buddha mai napig a világ legnagyobb Buddha-szobra.

### Korea
Először 372-ben jutott el a buddhizmus Koreába, amikor kínai nagykövetek Kogurjo királyságbeli látogatásuk során írásokat és képeket vittek magukkal.
A 7. századtól már egyértelműen virágzott a buddhizmus (főleg a Szeon (Zen) vonala). Azonban 1392-ben, a Csoszon időszak I-dinasztiájának konfuciánus vezetése alatt komolyan irtani kezdték a buddhizmust, míg a Szeon mozgalom kivételével majdnem teljesen el is tűnt a térségben.

### Japán
A buddhizmus a 6. században érte el Japánt a koreai három királyság felől. Egy kínai lelkész ajánlotta a Vinaja rendszert a japán buddhizmus számára 754-ben. Ennek eredményeképpen nagy sebességgel fejlődött ki a szigetországban a buddhizmus. Szaicsó és Kúkai, japán szerzetesek Kínai utazásuk során találkoztak a buddhizmussal, majd áthozva Japánba megalapították a japán buddhizmus két fontos ágát, a tendait és a singont.
Mivel Japán a selyemút egyik végén volt, képes volt megőrizni a buddhizmusnak sok fajtáját, amik Indiából később eltűntek és Közép-Ázsiában és Kínában erősen elnyomtak.
710-től kezdve rengeteg templom és kolostor épült a fővárosban, Narában. Ekkor nőtt ki a földből az ötemeletes Hórjúdzsi pagoda és a Kófuku-dzsi templom. Számtalan festmény és szobor készült, gyakran kormányzati támogatással. A japán buddhista művészeti alkotások különösen gazdagok voltak a 8. és a 13. század között a Nara-kor, a Heian és Kamakura korokban.
A 12-13. századtól fejlődött ki a zen művészet. Ezt a vonalat Dógen és Eiszai vallási tanítók alapították kínai utazásuk után. A zen művészetet elsősorban eredeti festmények (szumi-e és enszó) és költemények (főleg haiku) jellemzik. Impresszionista és mesterkéletlen "nem-dualisztikus" ábrázolásokon keresztül igyekeztek kifejezni a világmindenség igaz lényegét. A „pillanatban” való megvilágosodás keresése egyéb fontos, kapcsolódó művészeti ág kialakulásához vezetett. Ilyen a csa-no-ju teaszertartás vagy az ikebana virágrendezés művészete. Ez odáig terjedt, hogy a végén szinte minden emberi cselekedetet művészetnek tekintettek erős spirituális és esztétikus tartalommal. Ez elsősorban a harcművészetekre vonatkozott.
A buddhizmus ma is igen aktív Japánban. Mintegy 80 000 buddhista templom került megőrzésre, melyeket rendszeresen felújítanak.

### Vietnám
A buddhizmus indiai lepusztítását követően a 11. században a mahájána buddhizmus hanyatlásnak indult Vietnámban is, hogy végül a helyére léphessen a théraváda buddhizmus, amely Srí Lankából érkezett.

## Bibliográfia
- Conze, Edward: A buddhizmus rövid története, Budapest: 1999.
- Eliade, Mircea: Vallási hiedelmek és eszmék története 2., Budapest:1995.
- Glasenapp, Helmuth: Az öt világvallás, Budapest: 1975.
- Hetényi Ernő: Buddhizmus a buddhológia tükrében, Budapest: 1989.
- Hetényi Ernő: Buddha, Dharma, Sangha, Budapest: 1994.
- Körösi Csoma Sándor: Buddha élete és tanítása, Bukarest: 1982.
- Küng, Hans - Bechert, Heinz: Párbeszéd a buddhizmusról, Budapest: 1999.
- Rawson, Philip: Az indiai civilizáció, Budapest: 1983.
- Schmidt József: Buddha élete, tana, egyháza, Budapest: 1995.
- Takács László: A buddhizmus kialakulása, Budapest: 1984.
- Téchy Olivér: Buddha, Budapest: 1986.
- Vekerdi József: Buddha beszédei, Budapest: 1989.
- Zago, Marcellino: A buddhizmus, Budapest: 1995.